# Valle de Bravo
Valle de Bravo é uma cidade do estado do México, no México. Esta aldeia nas margens do lago Avandaro tem unm dos cascos históricos mais bonitos do centro do México. Acede-se por uma estrada larga e sinuosa desde Toluca, a 85 quilómetros a este.